# 昆尔特立

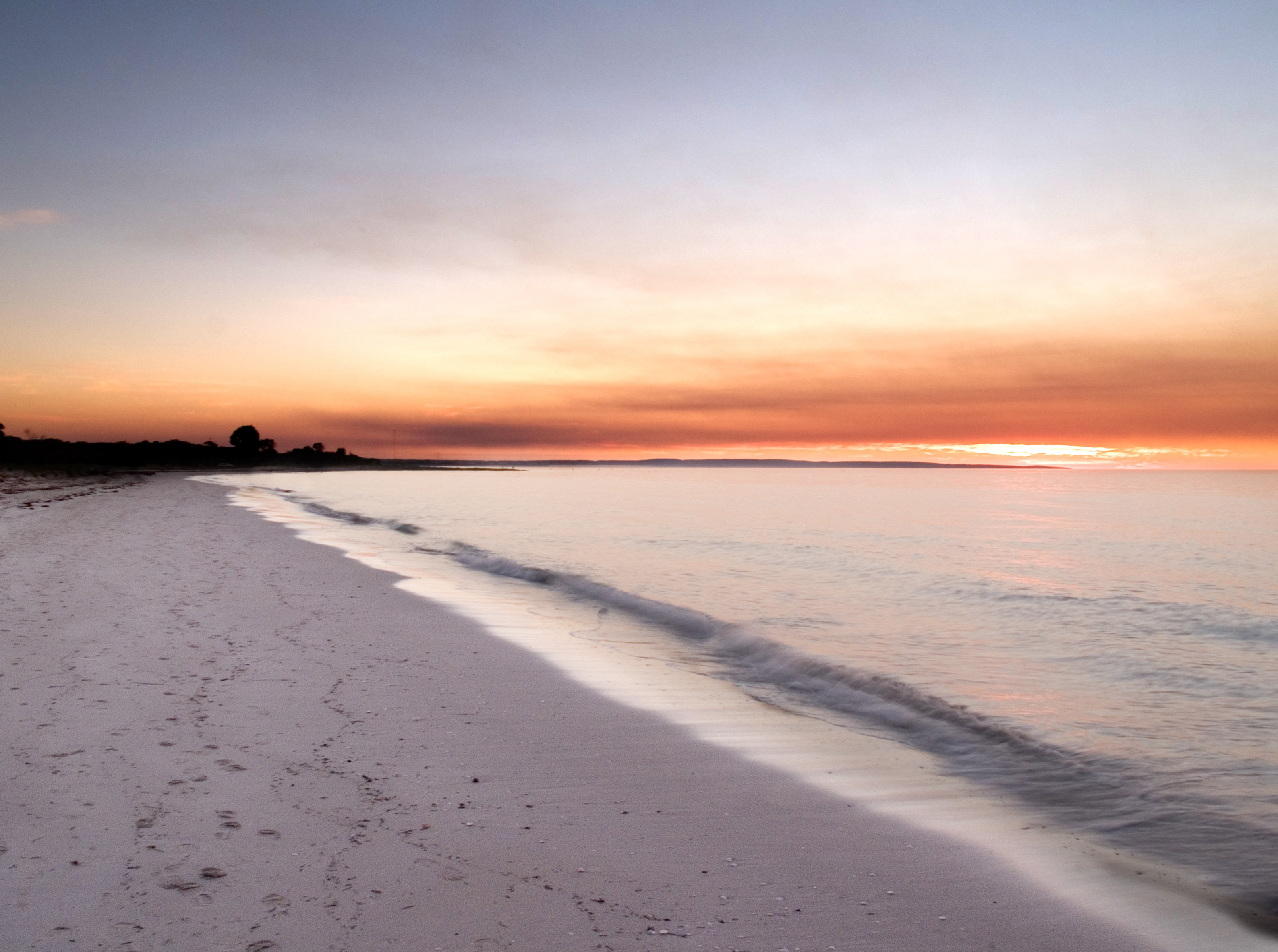
乔格拉菲海湾

昆尔特立（英文：Quindalup）是一個位於澳大利亞西澳大利亞州西南區的一個小鎮。昆尔特立位於乔格拉菲海湾上，以及位於連接巴瑟爾顿和戴士柏的岩洞路旁。根據2006年人口普查，昆尔特立擁有1,015人口。 昆尔特立的綽號為「南方珠宝」。

## 歷史
「昆尔特立」這個名字源自原住民，意即「昆尔達之地」。
昆尔特立是其中一個西澳大利亞州最早期的木材工业鎮。早在1860年代，人們便已經在昆尔特立一帶建立起一些木材厂，並且同時建設了一個突堤码头以便運送木材。而「昆尔特立」這個名字取名自由耶尔弗和麦吉所擁有的木材厂「昆尔特立木材厂」。於1870年代，政府收回昆尔特立一帶的土地擁有權。於1899年，一些本地漁民向政府請願，要求在乔格拉菲海湾上建立一個城鎮。肉年，政府迅速地委派大量勘察人員調查昆尔特立一帶是否適合建設城鎮，並在同年刊登宪报。
昆尔特立位於一個淺水港灣附近，而該淺水港灣擁有一個突堤码头。另外，昆尔特立亦有一條电车軌道供運輸木材之用。
於1999年及2007年，因昆尔特立附近的乔格拉菲海湾环境理想，所以獲選為「西澳最佳旅游目的地」。

## 喀拉伍德小屋
至今，位於昆尔特立內的唯一一個早期建築為一木板小屋群，名為「喀拉伍德小屋」（Harwoods Cottage）。喀拉伍德小屋群建於1860年，並且是伴隨著木材厂建造的。喀拉伍德小屋群由一个小屋、牢房、邮局、电话交换台、以及海关小屋組成。 喀拉伍德小屋群於完工後數十被遣棄。但於1998年，當地政府決定復修喀拉伍德小屋群，並因此制定了一個复修计划。於2000年，該复修计划正式實行，並在同年正式开业。於2004年，喀拉伍德小屋群的住宿服務正式展開。